# IEEE Annals of the History of Computing
O jornal IEEE Annals of the History of Computing é um jornal trimestral publicado pelo IEEE (IEEE Computer Society). Ele contém artigos peer-reviewed e outras contribuições sobre história da computação, história da ciência da computação e história do hardware por cinetistas da computação e historiadores. É o único jornal dedicado a este propósito. É  considerado de maneira ampla como sendo o jornal líder neste domínio.
A primeira edição dos Annals surgiu em julho de 1979, editado por Bernard Galler. Inclui artigos de Nancy Stern sobre a história do BINAC, artigo de John Backus sobre a história do FORTRAN, artigo de I.J. Good sobre os primeiros computadores construídos em  Bletchley Park, e um artigo de F.J. Gruenberger sobre a história do JOHNNIAC.

## Ligações Externas
- ISSN 1058-6180
- Sítio Oficial
- jornal no IEEE Xplore  (necessária assinatura)
- bibliografia DBLP (de 1996 em diante)